# Estadi Ferenc Puskás
L'Estadi Ferenc Puskás (hongarès: Puskás Ferenc Stadion), anomenat anteriorment Estadi del Poble (hongarès: Népstadion) fou un estadi esportiu de la ciutat de Budapest, a Hongria.

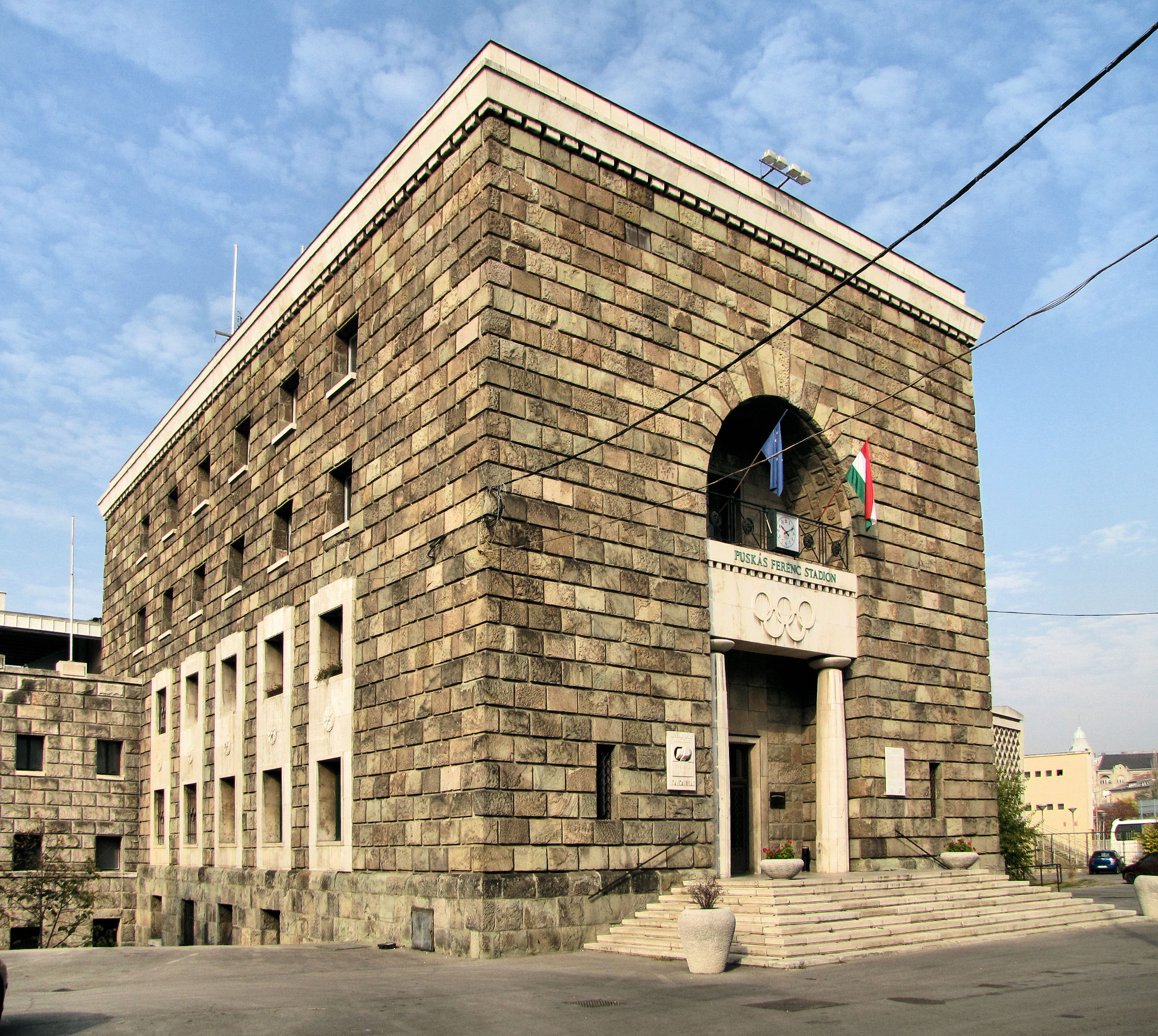
Entrada de l'estadi.

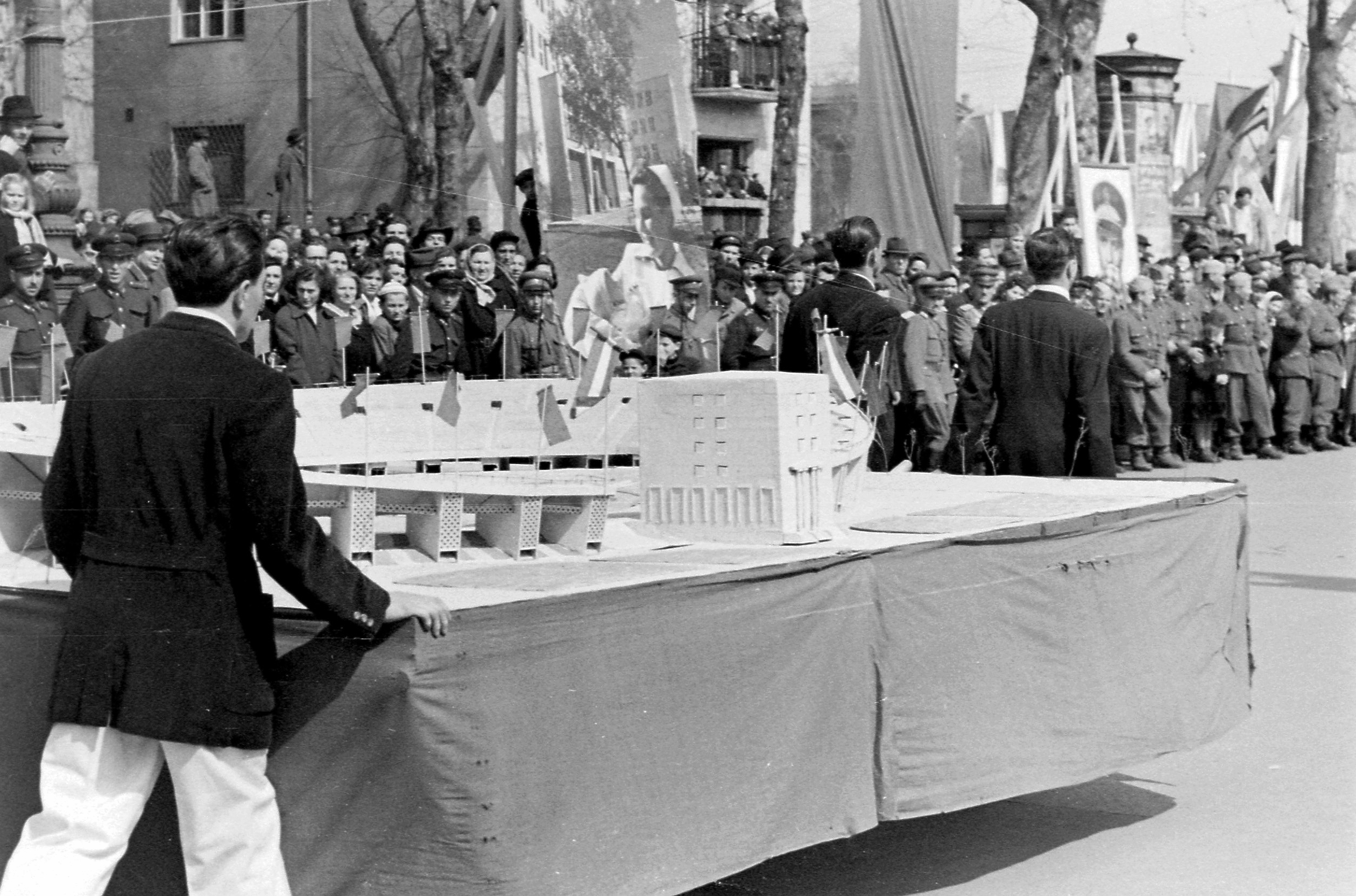
Maqueta de l'estadi.

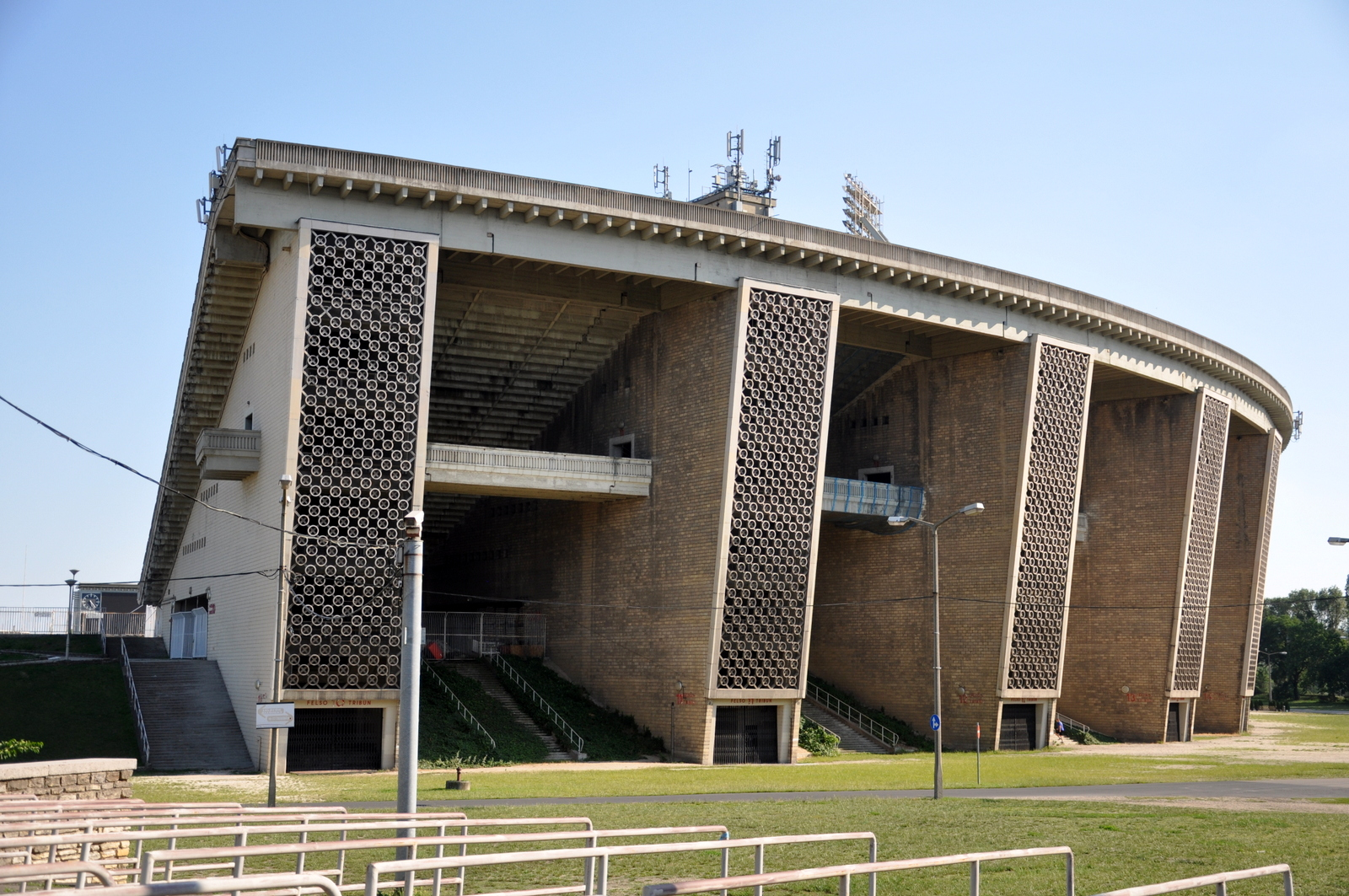
El nivell superior tancat.

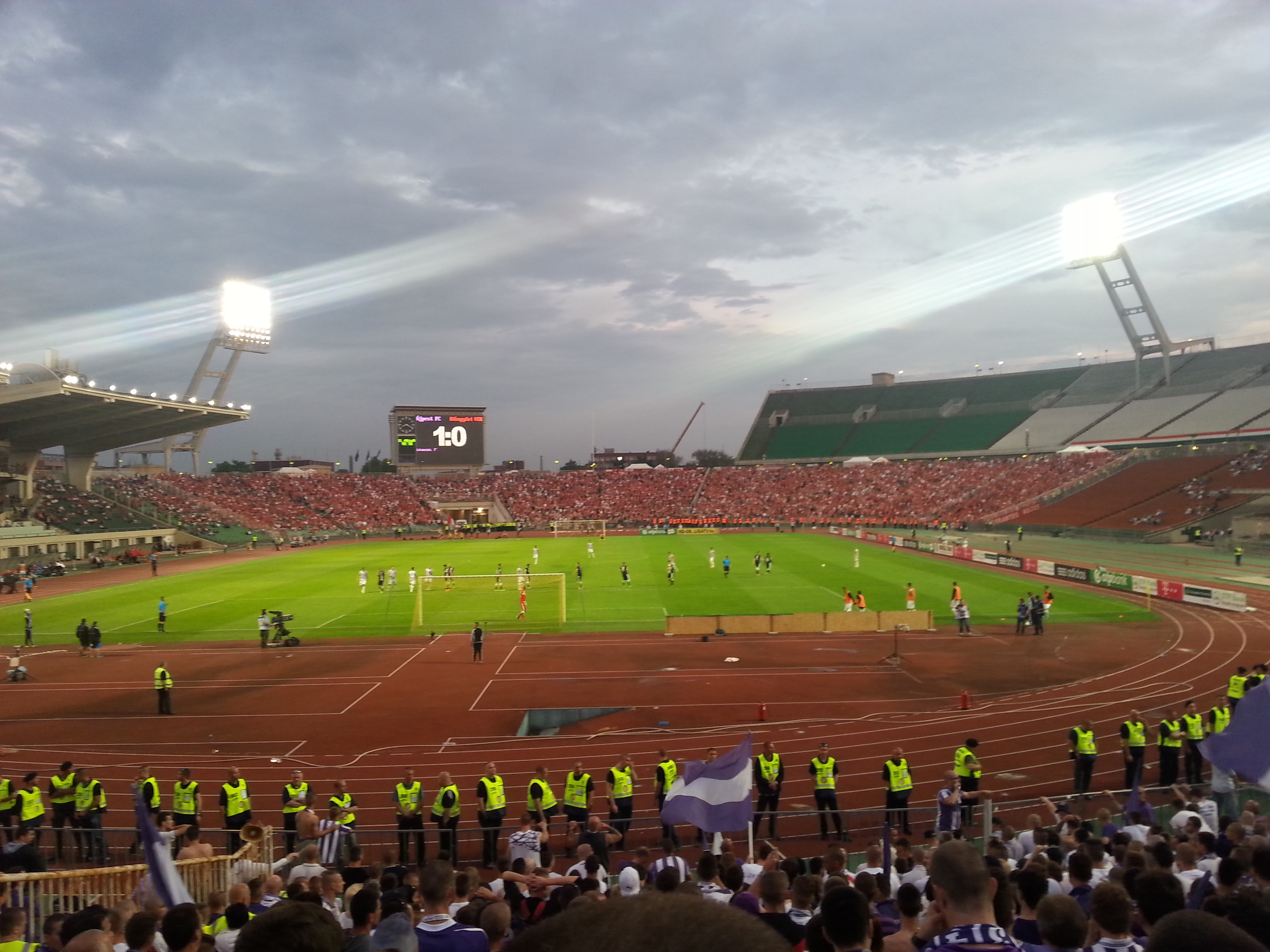
L'última final de Copa d'Hongria a l'antic Estadi Puskás el 25 de maig de 2014 entre Újpest i Diósgyőr.

Va ser utilitzat principalment per la pràctica del futbol i tenia una capacitat per a 38.652 espectadors (asseguts). Havia arribat a tenir una capacitat per a 100.000 espectadors. El seu rècord d'espectadors fou de 104.000 espectadors, en el partit Vasas Budapest-Rapid Wien el dia 28 de juliol de 1956. Aquest estadi va ser seu de la selecció de futbol d'Hongria (1953–2014), i de diversos clubs hongaresos.
Va ser inaugurat el 20 d'agost de 1953. L'any 2002 for rebatejat amb el nom de l'ex futbolista Ferenc Puskás, àmpliament considerat com el millor davanter del món a la seva època i el millor futbolista d'Hongria, que va ser l'estrella de la selecció nacional durant els seus anys de glòria de finals dels anys quaranta i principis dels cinquanta. Fou tancat l'any 2016 i demolit el 2017, per construir el nou estadi Puskás Aréna.